# Byt manželů Herdanových
Byt manželů Richarda a Johanny Herdanových je interiér s dochovaným modernistickým mobiliářem z roku 1933, nacházející se v domě čo. 46 v ulici Hlinky v Brně. Dům včetně bytu je památkově chráněn.

## Historie
Dům Hlinky čo. 46 a 46a, ve kterém se byt nachází, vlastnil židovský velkoobchodník s vínem a intelektuál Eugen Teltscher (1883–1942) se svojí ženou Elsou roz. Feiner (1885–1942). Jejich dcera Johanna (1909–1993) se v listopadu 1932 zasnoubila a 2. února 1933 provdala za Richarda Herdana (1900–1966), inženýra a vedoucího exportního oddělení firmy Škodovy závody pro Jižní Ameriku. Otec Johanny zřejmě nechal byt zařídit a daroval jej novomanželům, na mříži ústředního topení jsou dosud iniciály Richarda Herdana, který je na této adrese uváděn od roku 1934. V srpnu 1938 se odstěhoval Richard Herdan s rodinou za novou prací do pobočky Škodových závodů v Johannesburgu v Jihoafrické republice, jenž zde byla otevřena roku 1934. S ženou Johannou, svým synem Leem Thomasem (nar. 1933) a dcerou Felicitas (nar. 1937) tak unikli genocidě Židů. Richard a Johanna se do Česka už nevrátili a v Africe oba zemřeli. Samotný byt nabízel Teltscher v novinách k pronájmu již v dubnu 1937. Dům roku 1943 zabavili nacisté a Teltscherovy odvezli do koncentračního tábora v Terezíně, ti byli následně převezeni do tábora v Piaski a posléze zabiti. Samotný byt byl nějakou dobu běžně užíván, mezi lety 1957 a 2007 zde bydlela rodina Miluše Podhradské, která v bytě nedělala větší zásahy a používala dokonce i původní lednici. Po revoluci, roku 1993, navštívili Leo a Felicitas Česko a při návštěvě bytu byli překvapeni jeho zachováním. Až následující nájemníci se před rokem 2016 zbavili části mobiliáře. Byt nebyl posléze čtyři roky obydlen a roku 2020 došlo k objevení unikátního interiéru při hledání lokací do filmu s architektem Ondřejem Lipenským a následně odhalen veřejnosti Michalem Doleželem po prohlídce společně s historiky umění Jindřichem Chatrným, Radkem Ryšánkem, Martinem Šolcem a Zuzanou Ragulovou. Roku 2020 započala pasportizace objektu, materiálový průzkum, a vznikl plán byt restaurovat, doplnit jej chybějícím mobiliářem a vytvořit z něj opět reprezentativní prostor, který by mohl sloužit kulturním akcím a jako součást prohlídek. Historik umění Dominik Matus s Doleželem navázali kontakt s potomky Richarda a Johanny Herdanových. Leo a Felicitas poskytli první dobové fotografie interiérů a vyslovili zájem o navštívení Brna a uctění památky jejich předků, proto byly před dům umístěny kameny zmizelých. Leo rovněž uvedl, že autorem interiéru je architekt Emmerich Horvát (1901–?). Byt měl být zpřístupněn veřejnosti v říjnu 2020 v rámci akce Open House Brno, ale kvůli pandemii koronaviru byl prezentován pouze videem. Dne 29. května 2021 se během festivalu architektury Open House Brno byt poprvé reálně otevřel  a navštívilo jej prvních cca 200 návštěvníků. Díky popularizaci bytu v médiích se do Brna navrátila jedna ze zásuvek nočního stolku, kterou doposud přechovávala rodina Kuchařových, jež zde od 50. let bydlela. V souvislosti s festivalem ŠTETL byla do Brna pozvána rodina Herdanových, a tak na besedu v bytě přijelo 3. září 2022 jedenáct potomků původních majitelů bytu.

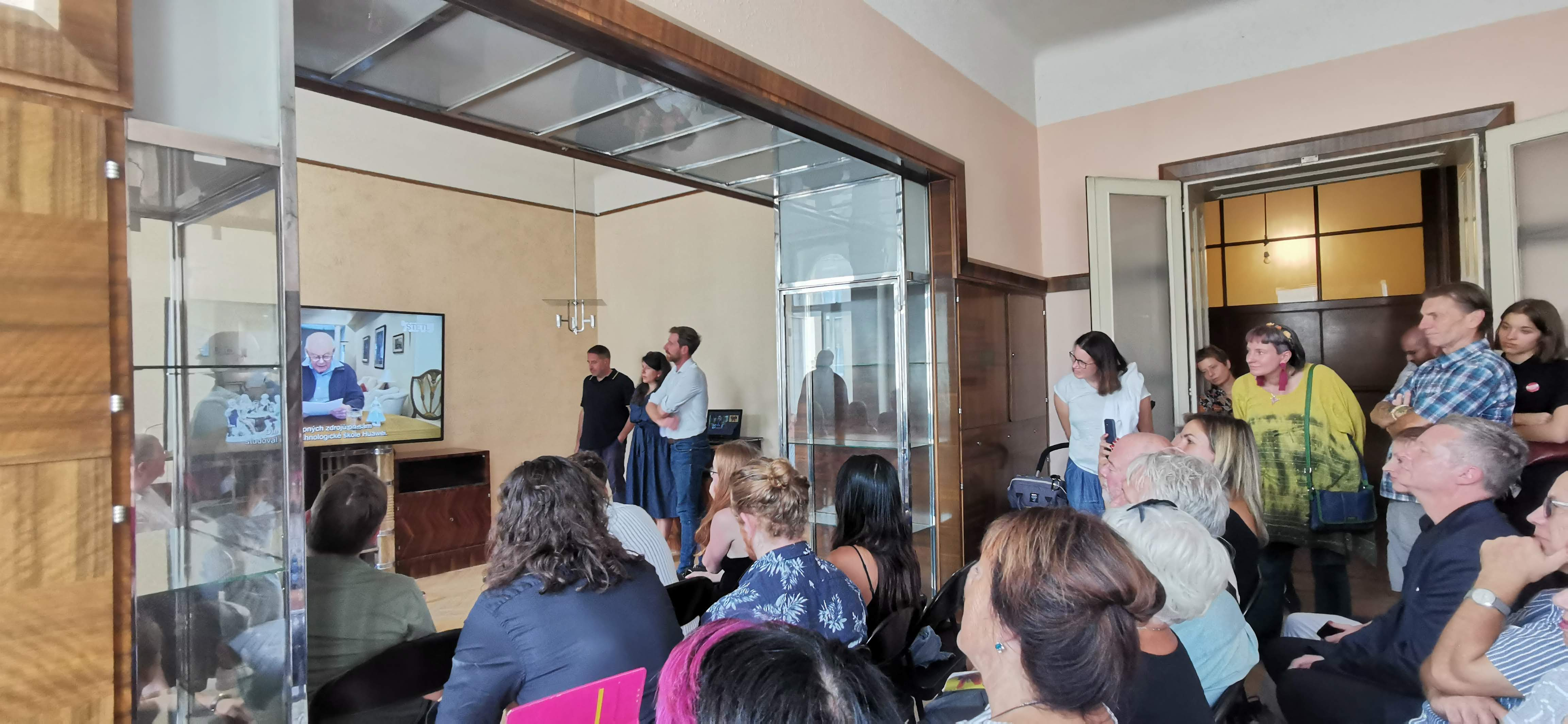
Video vzkaz Leo Herdana promítaný na besedě v bytě 3. září 2022
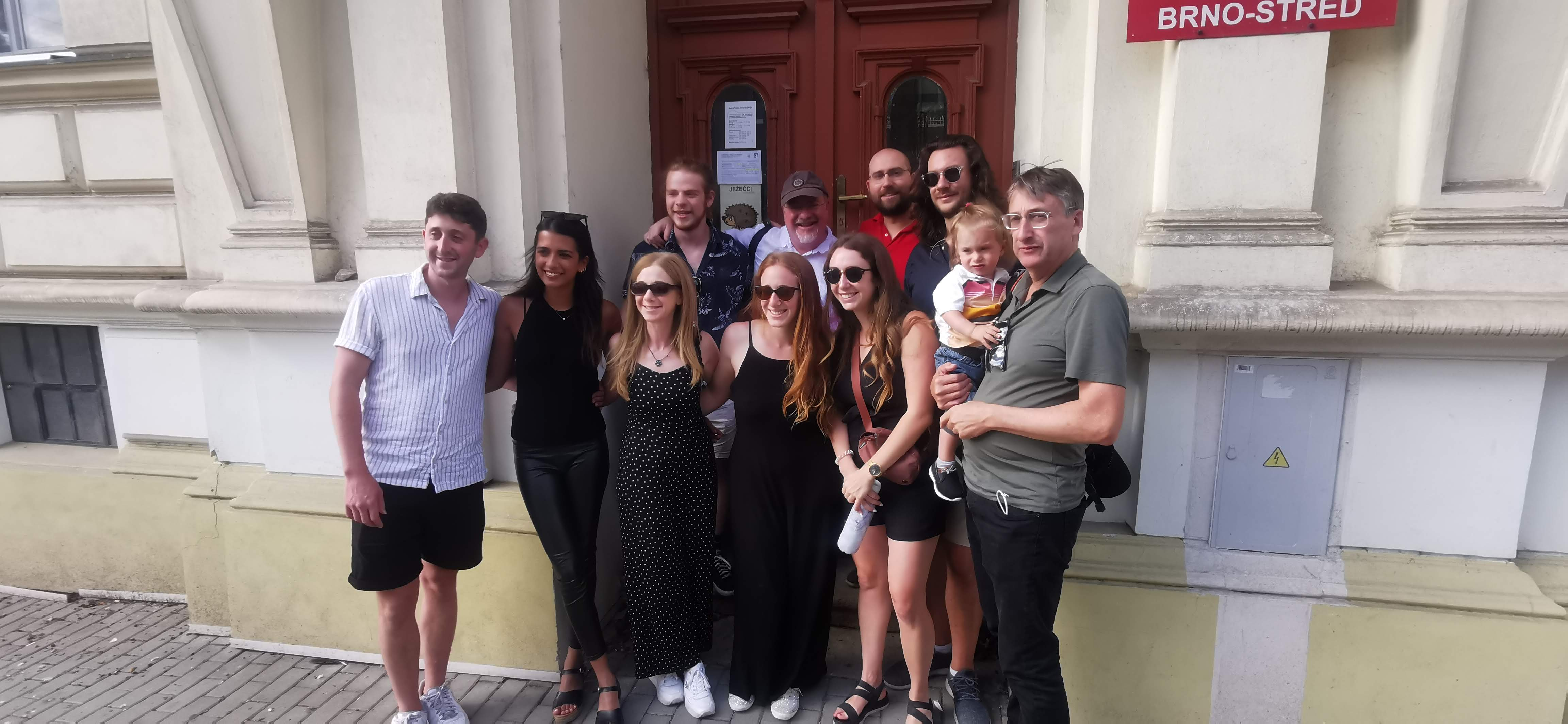
Jedenáct potomků Herdanových před domem

### Obnova
Průzkum mobiliáře prováděla pod vedením Radka Ryšánka od března 2022 Vyšší odborná škola restaurátorská v Brně. Mobiliář byl studenty školy od jara 2022 zkoumán a od března 2023 probíhá restaurování dochovaného mobiliáře. Chybějící části vybavení je v plánu vhodně doplnit tak, aby byl byt reprezentativní a poplatný době vzniku. Na rekonstrukci a stavební úpravy bytu dohlíží architekt Jindřich Škrabal. Aktuálně (2024) probíhá oprava technického zařízení, podlah, topení, omítek a výmalby.

## Popis
Byt se nachází ve třetím podlaží domu. Při vstupu do chodby bytu se nalevo nachází kuchyň, na konci chodby je záchod a po stranách jsou dva průchody. Vlevo se nachází místnost nejspíše sloužící jako jídelna, která je vybavena zapuštěnou obývací stěnou. Napravo se skrze dělicí dřevěnou a nahoře prosklenou příčku vstupuje do malé místnosti s vysokými šatními skříněmi a nízkými skříněmi. Z ní vedou dveře do malé místnosti, nejspíše určené služce a dalšími prosklenými dveřmi se vchází do velké místnosti na straně ulice, která sloužila zřejmě jako reprezentační obývací pokoj. Tato místnost je rozdělena vítězným obloukem s prosklenými vitrínami a osvětlením, na straně při vstupu je dřevěné obložení a po bocích oblouku symetrické skříně, vše dýhované zvenčí ořešákem a uvnitř mahagonem. Jedna z těchto skříní sloužila nejspíše jako psací pult a uvnitř je dýhována také finskou břízou. V druhé polovině místnosti se v ose nachází ústřední topení stylizované jako krb, opatřené travertinovým obložením a kovovou mříží s iniciálami HR. Po jeho straně jsou tři nízké skříňky, očividně upravené a umístěné na nepůvodním místě. Z této strany místnosti jsou po bocích vítězného oblouku opět skříně s ořešákovým dýhováním ve vzoru cik cak. Z obývacího pokoje lze poblíž hlavních dveří projít dveřmi, jež jsou součástí obložení, do místnosti šatny. Ta je opatřena na straně obývacího pokoje zapuštěnou souvislou řadou třech šatních skříní dýhovaných javorem. Jedna ze zásuvek je opatřena neobvyklou miskou, snad na manžetové knoflíky či šperky.

## Galerie

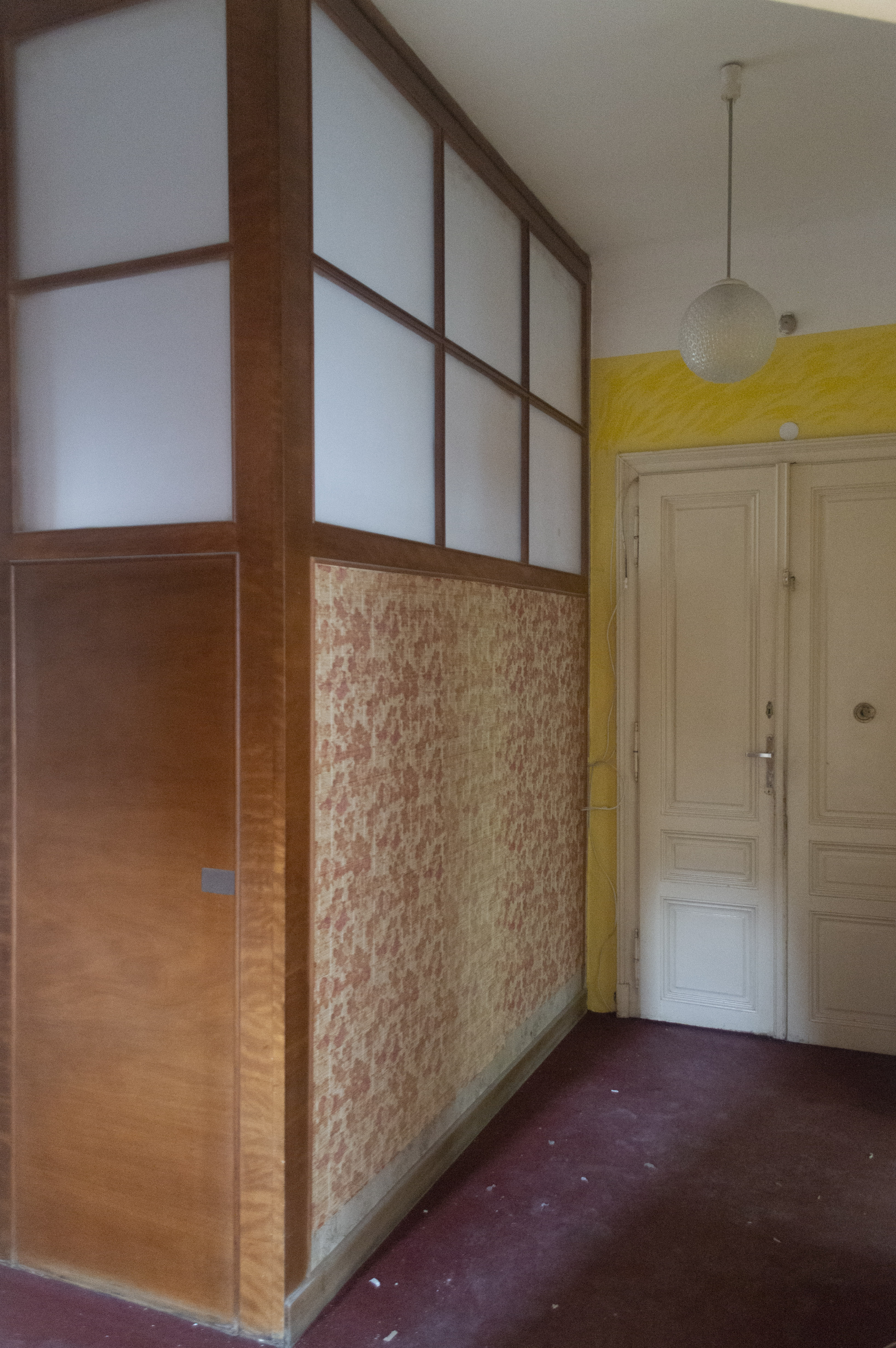
Chodba, pohled na hlavní vchod
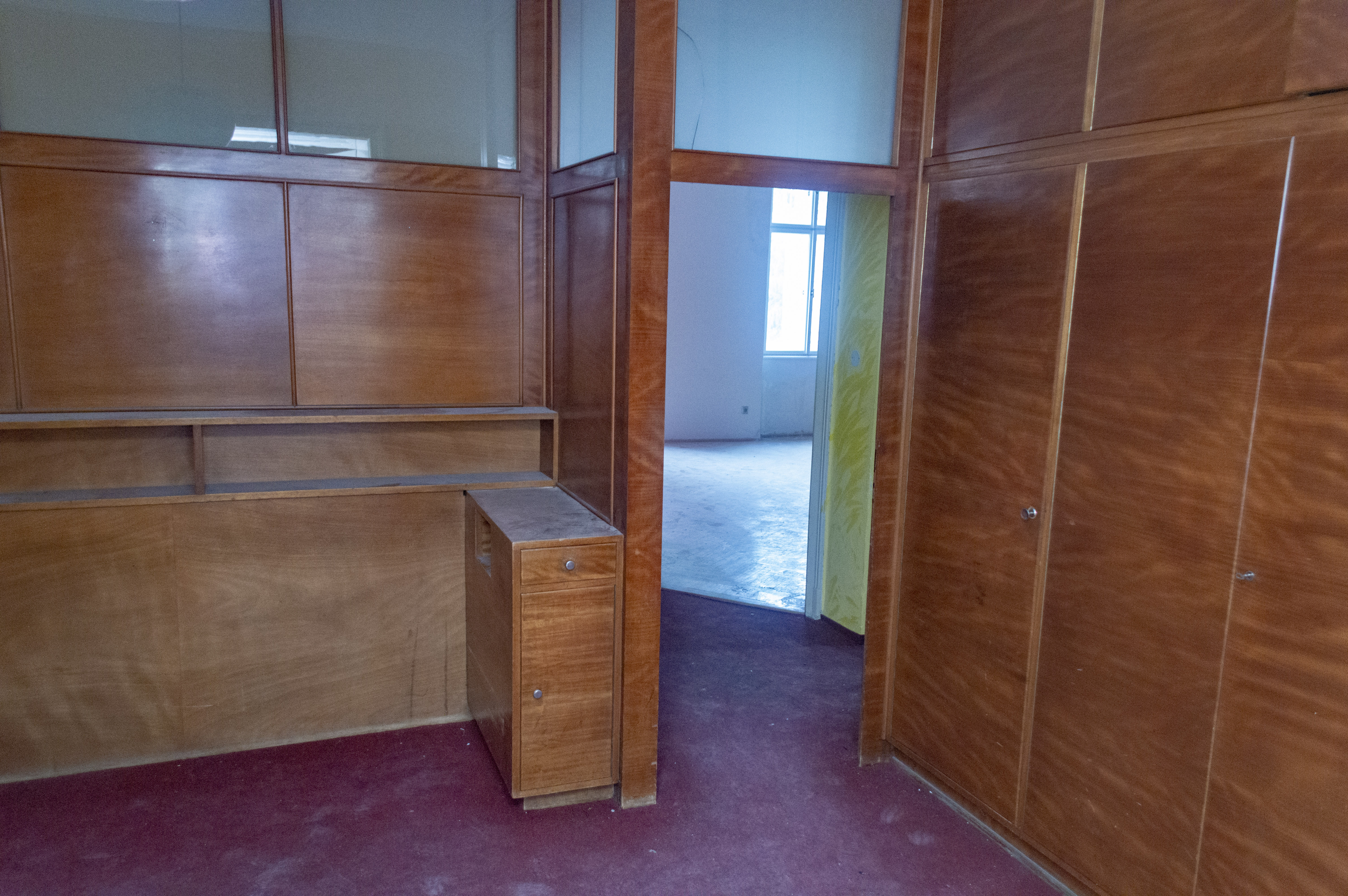
Místnost u chodby
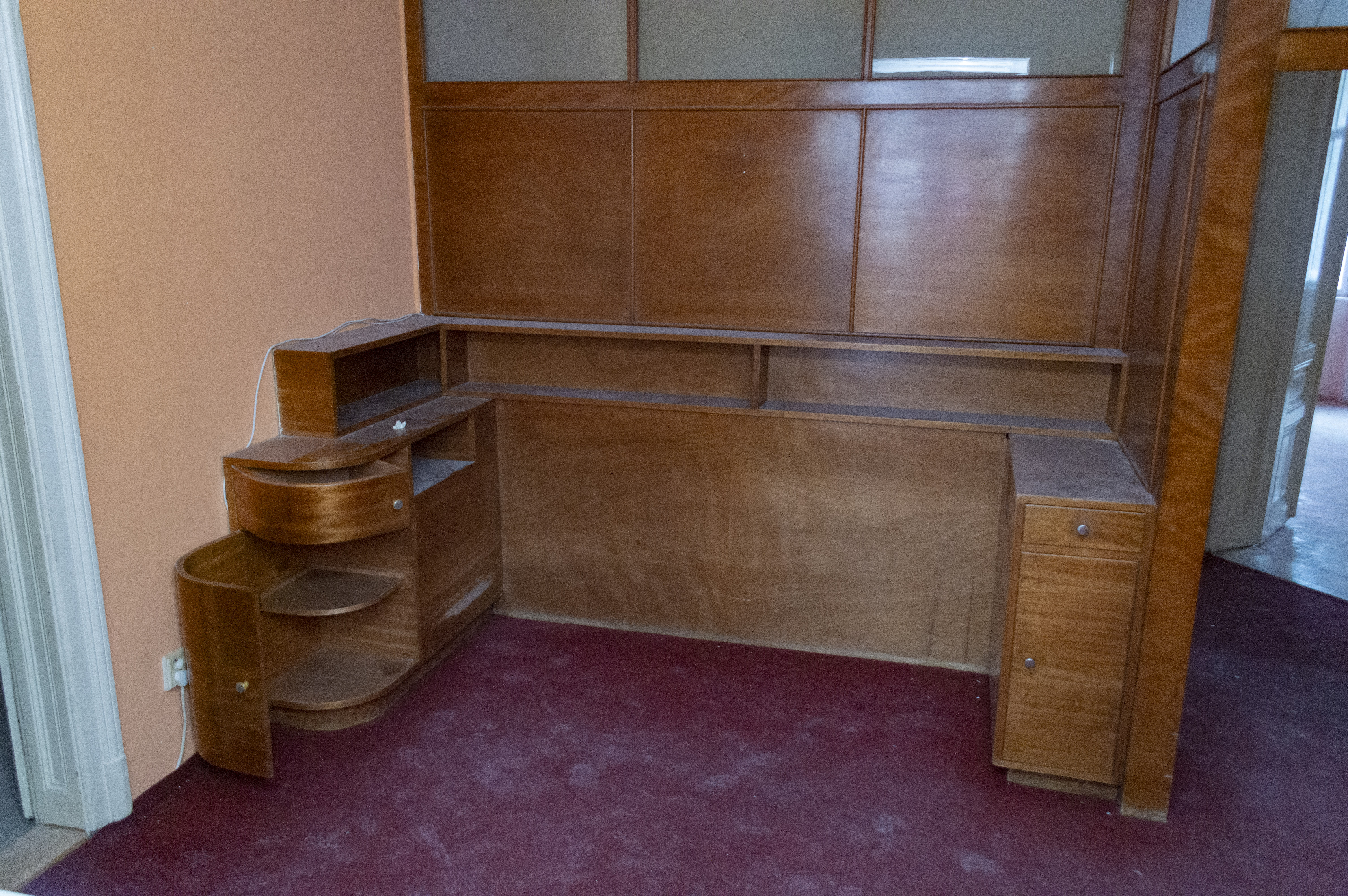
Místnost u chodby
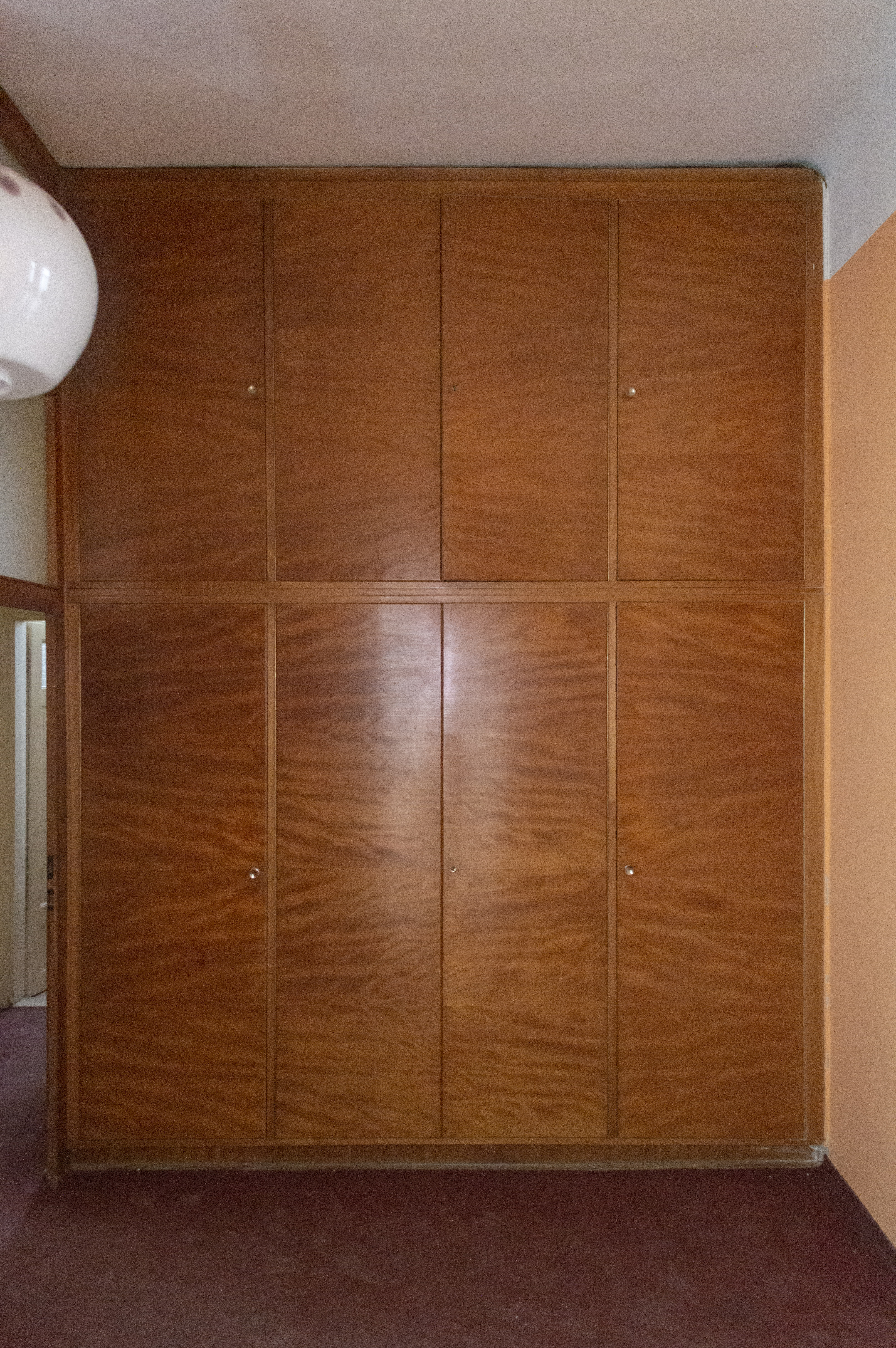
Místnost u chodby, šatní skříně
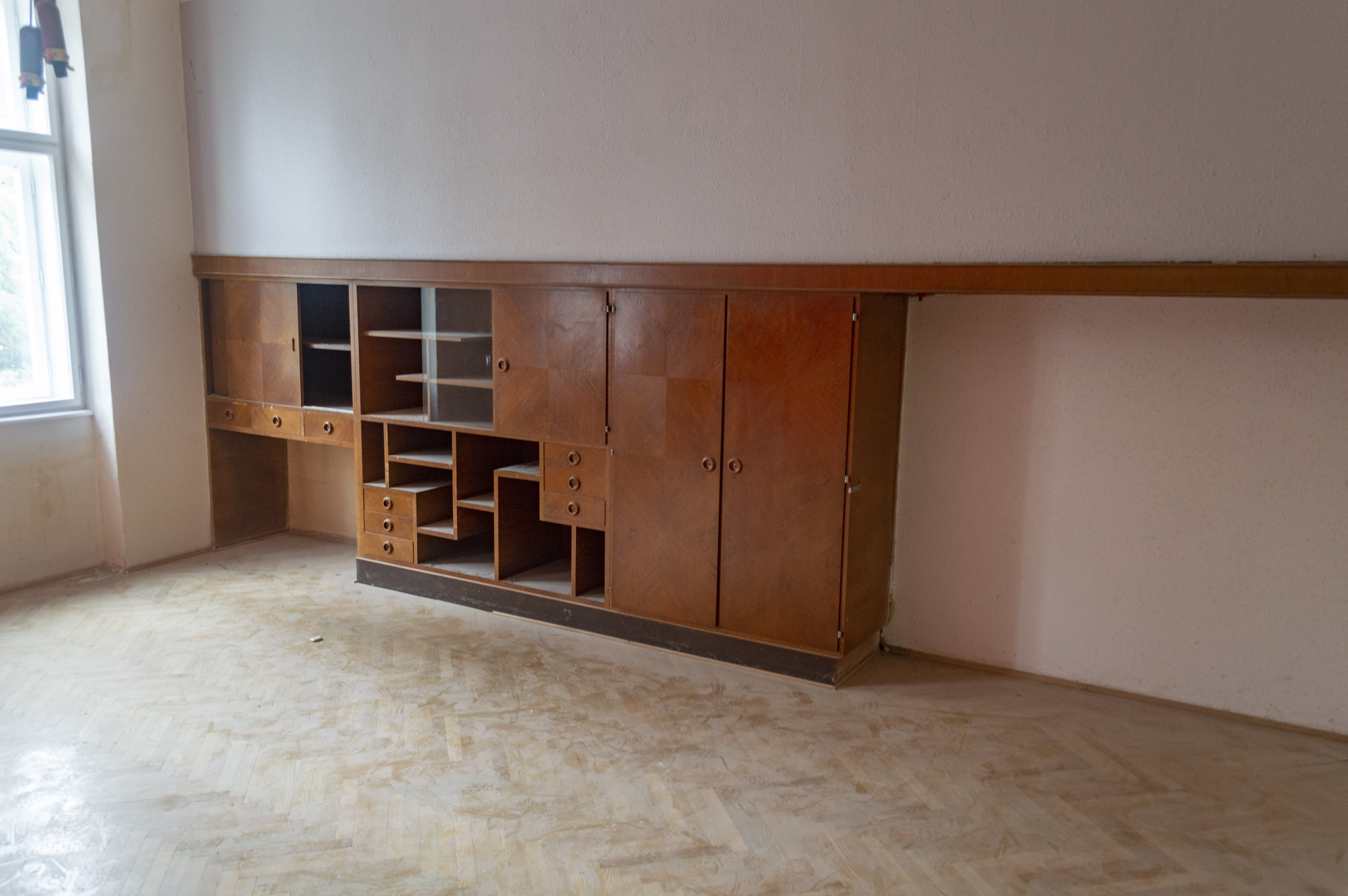
Domnělá jídelní místnost
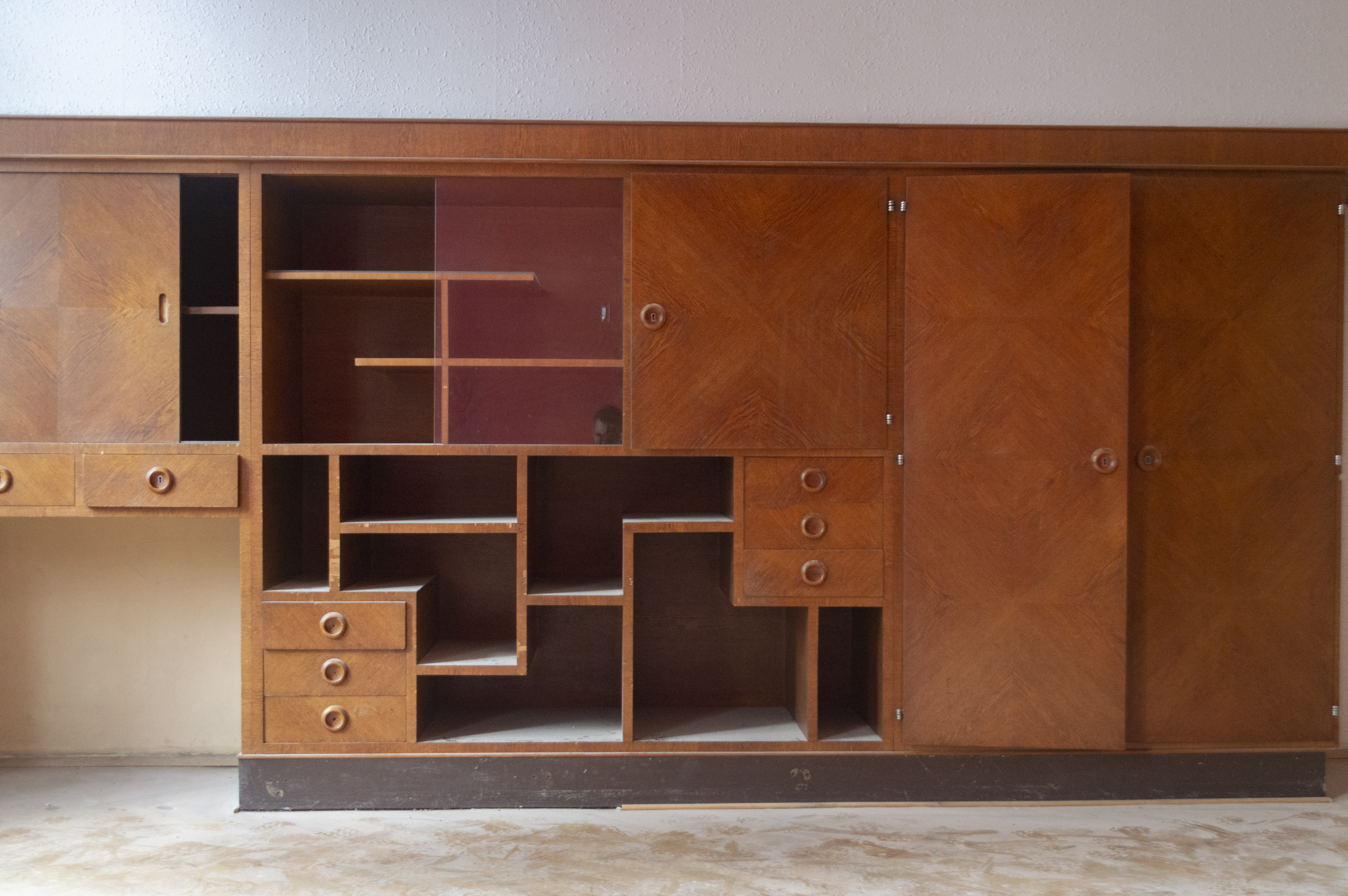
Detail stěny
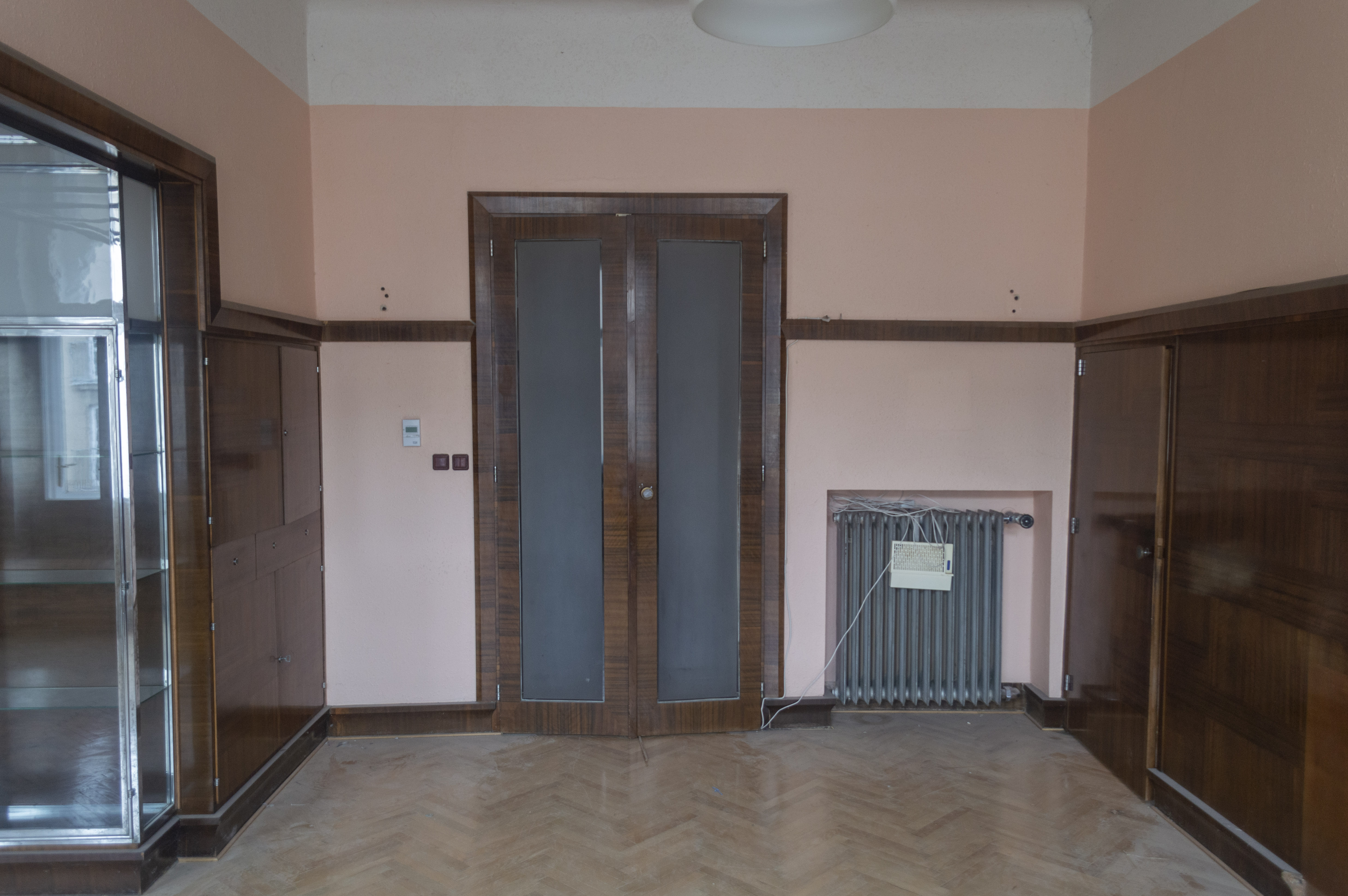
Obývací pokoj, dveře do místnosti u chodby
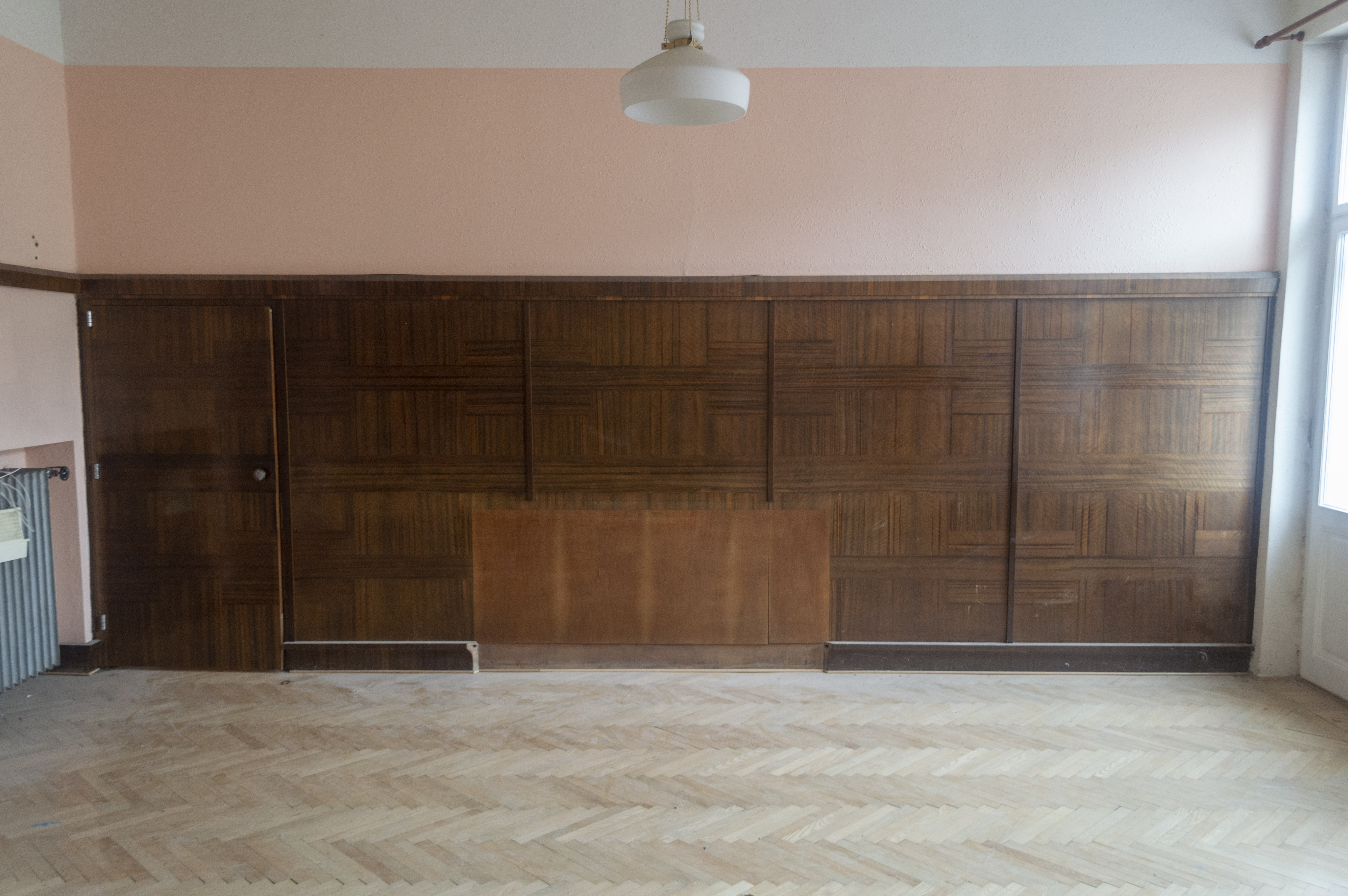
Obývací pokoj, obložení na straně šatny
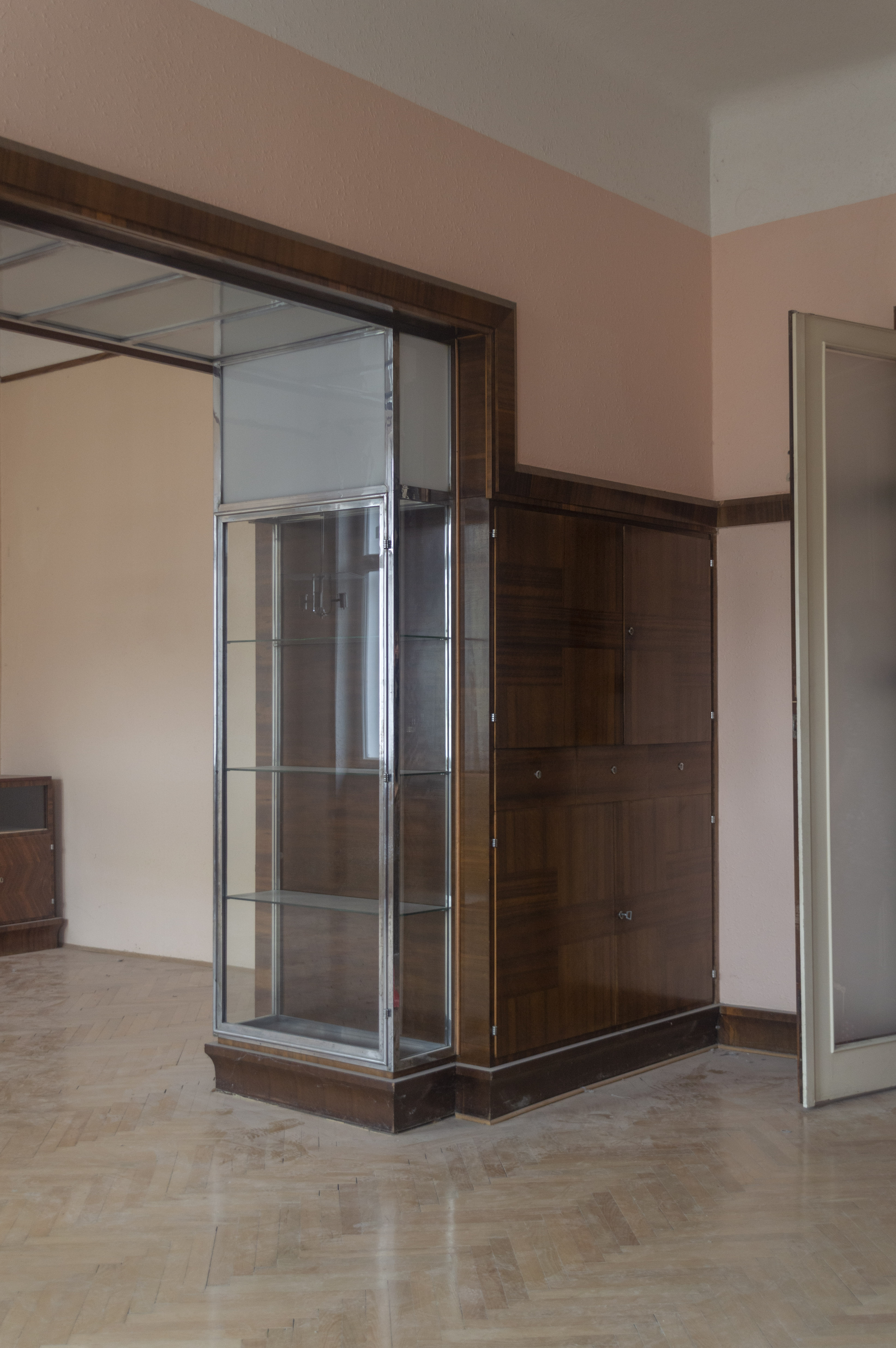
Obývací pokoj, vítězný oblouk
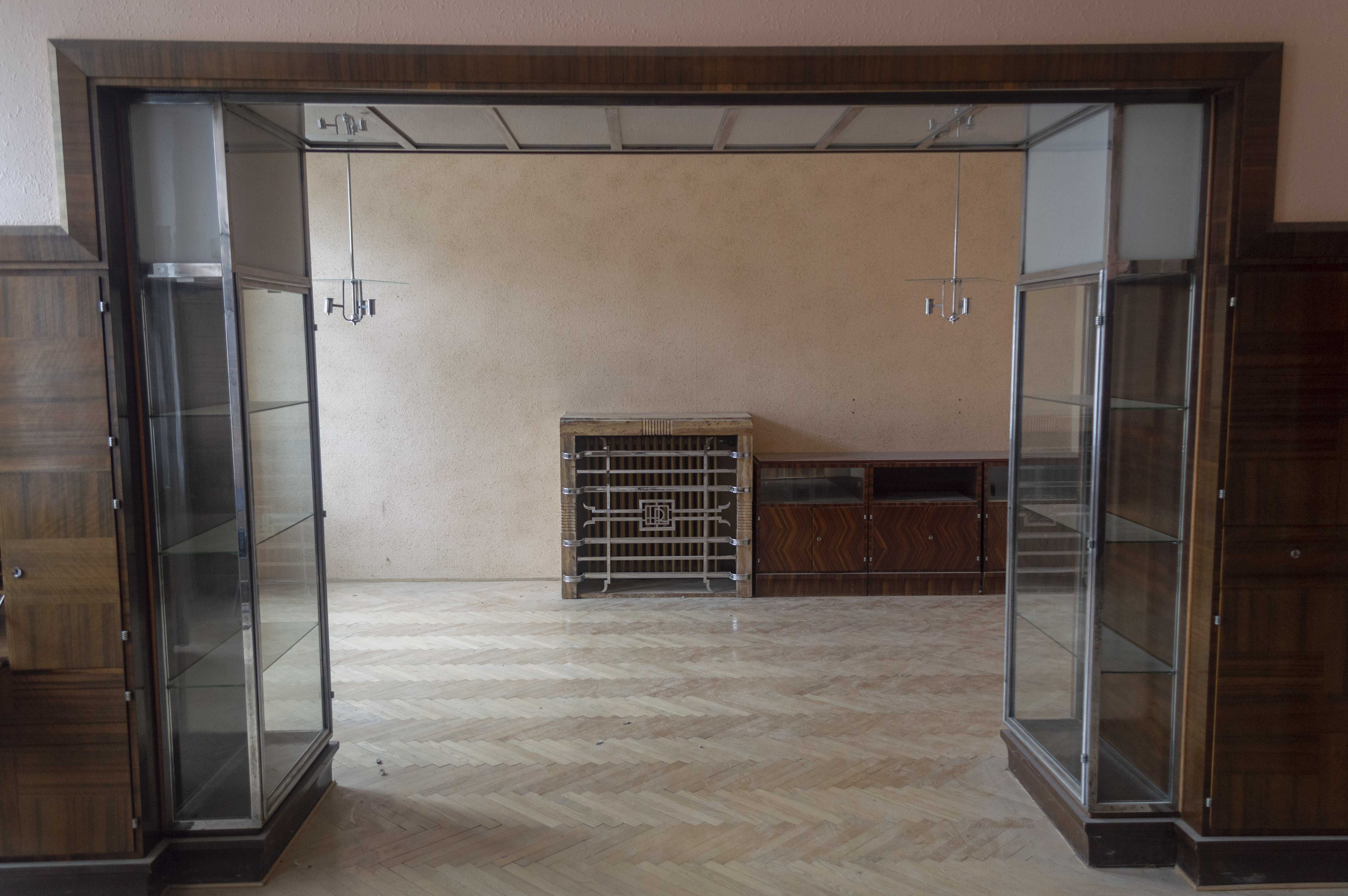
Průhled vítězným obloukem na topení
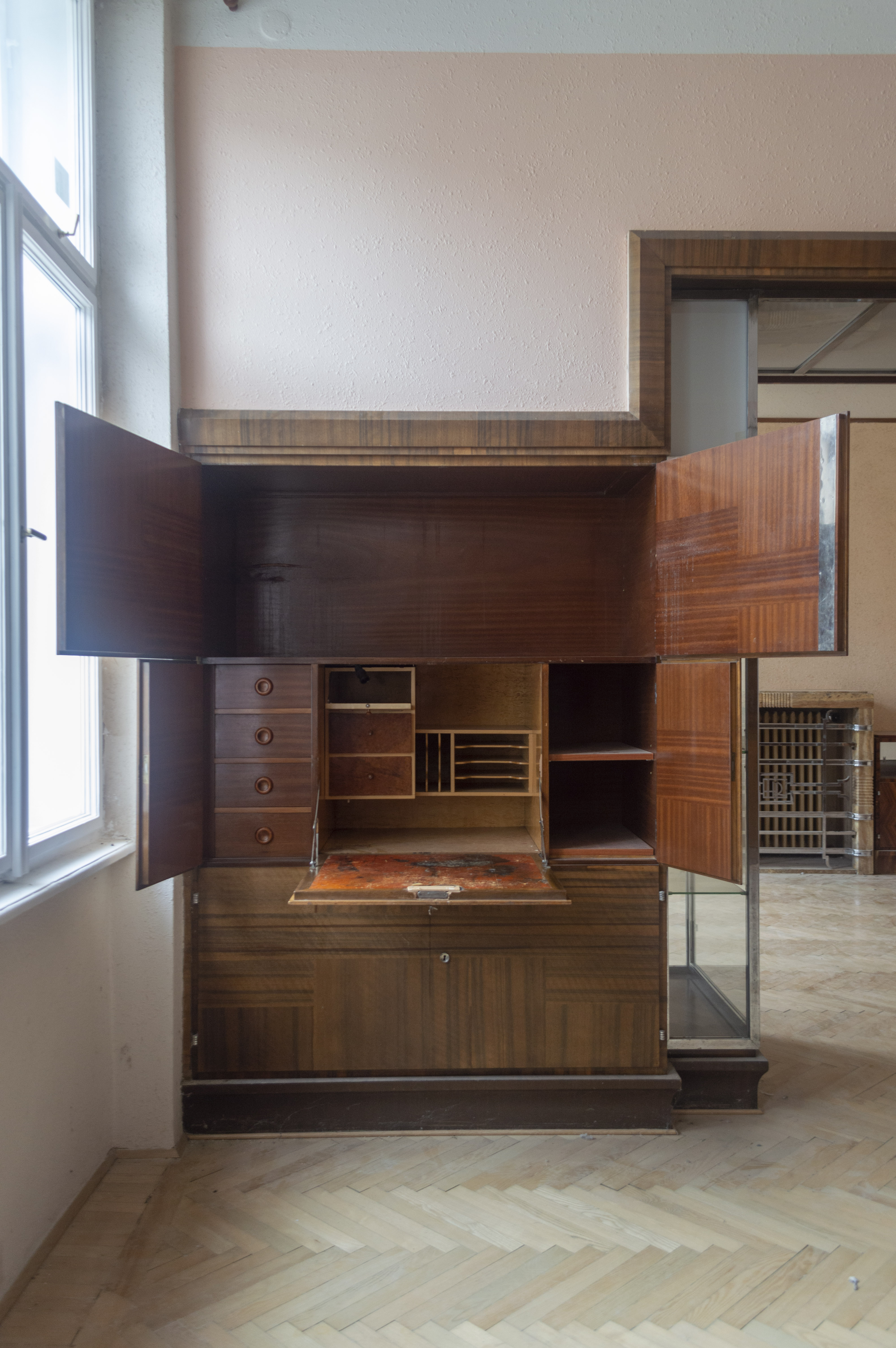
Skříň nalevo od oblouku
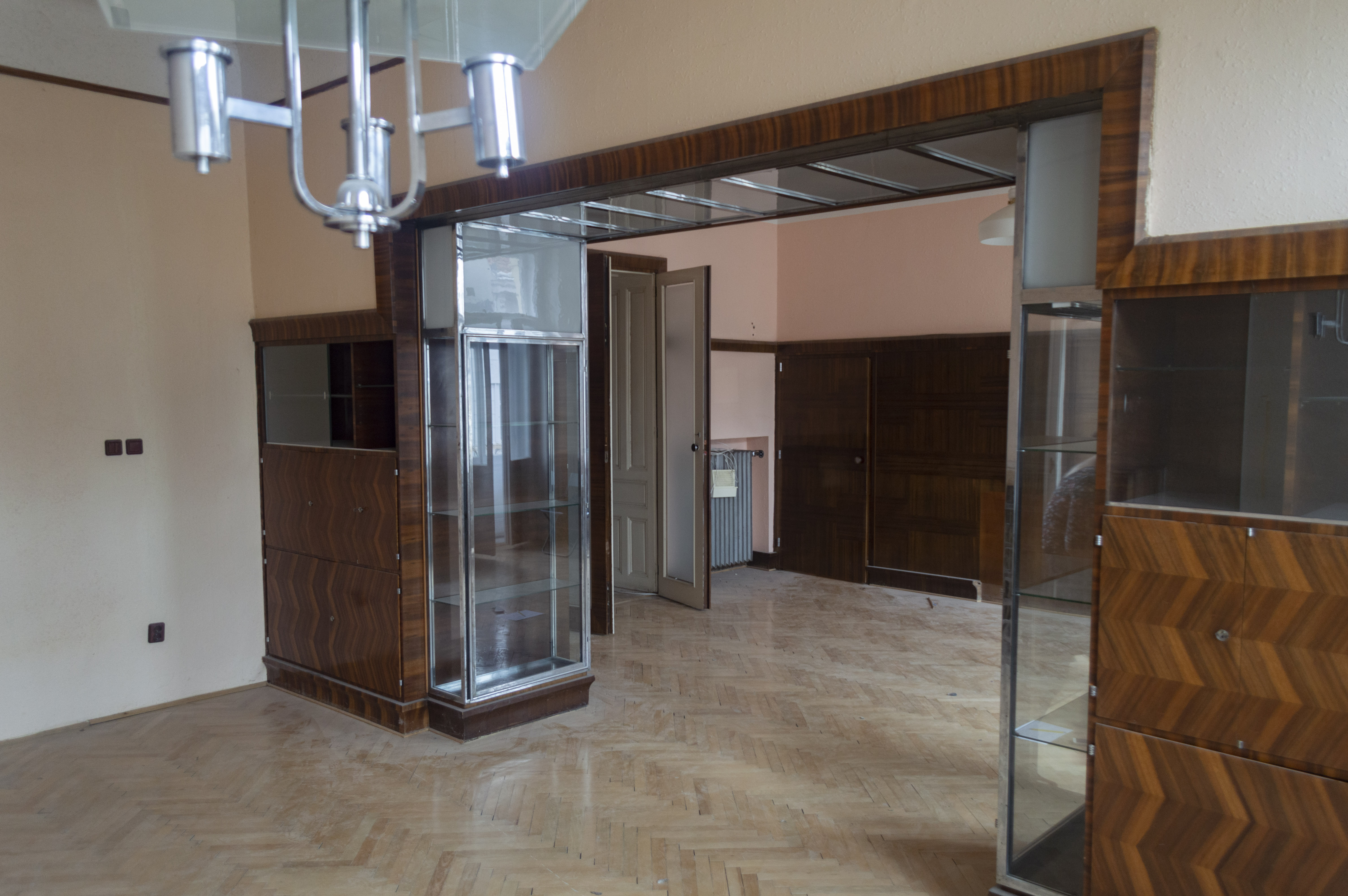
Oblouk při pohledu ke dveřím
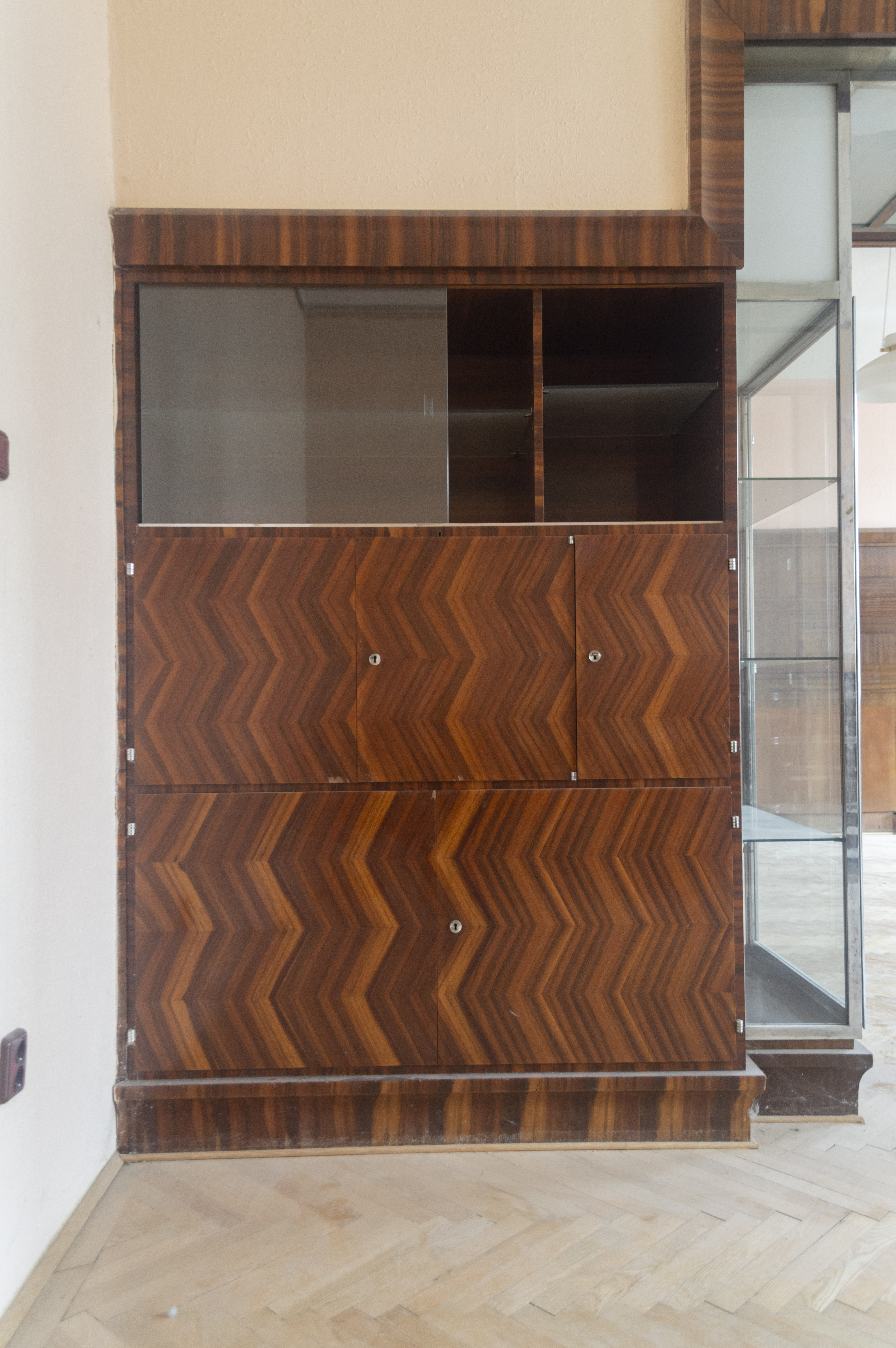
Skříň se vzorem cik cak
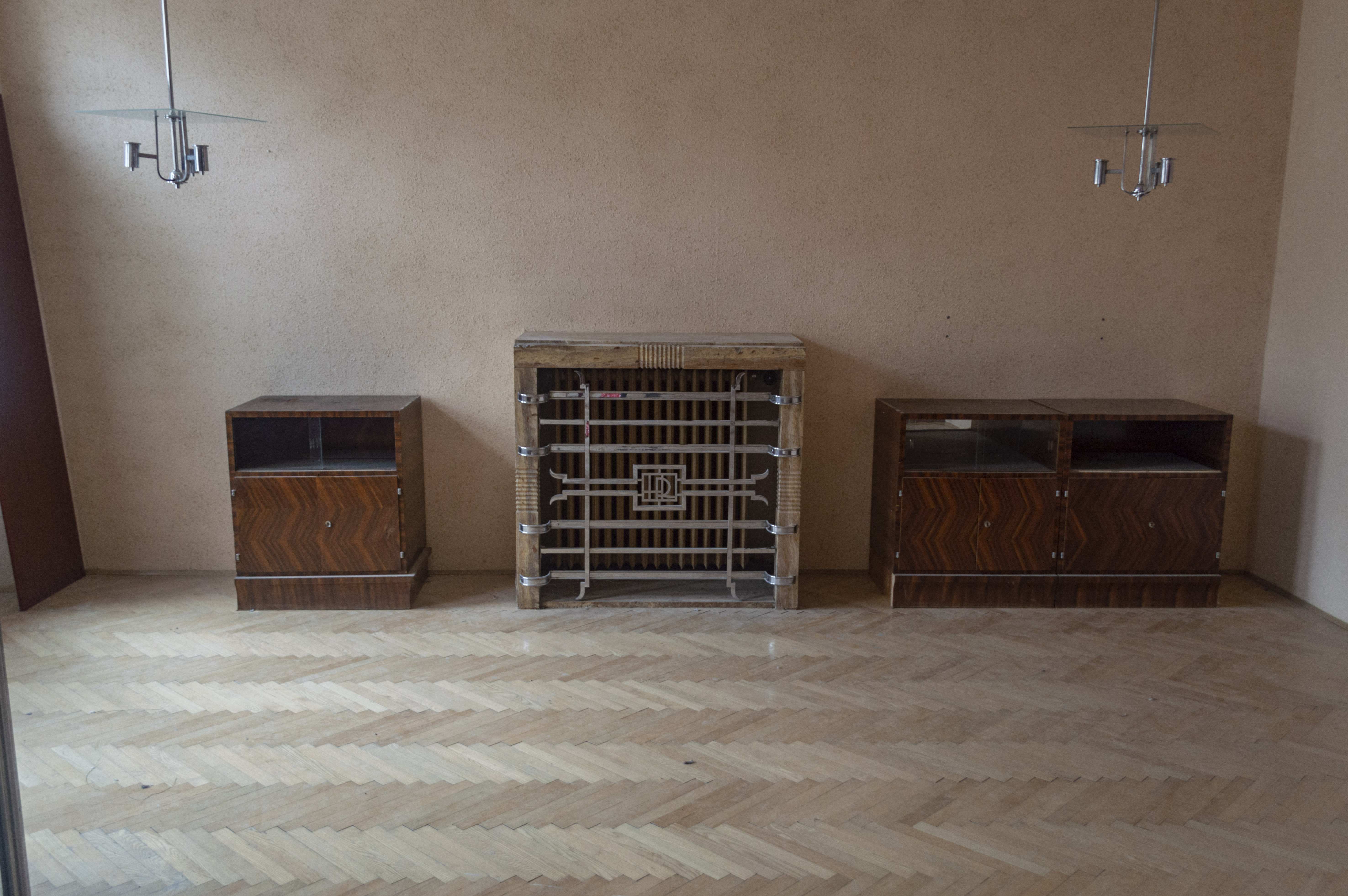
Pohled na topení
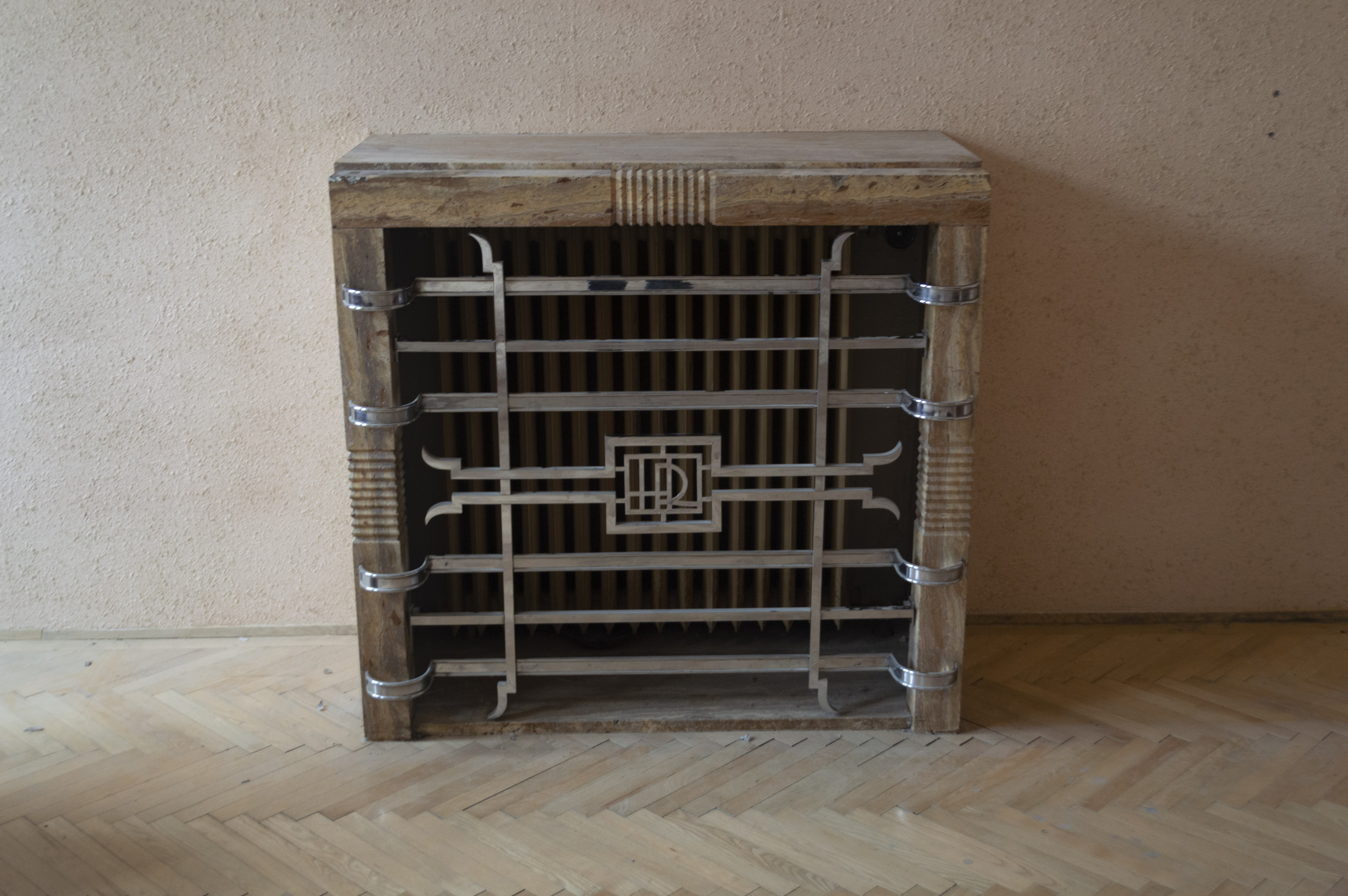
Topení s iniciálami HR
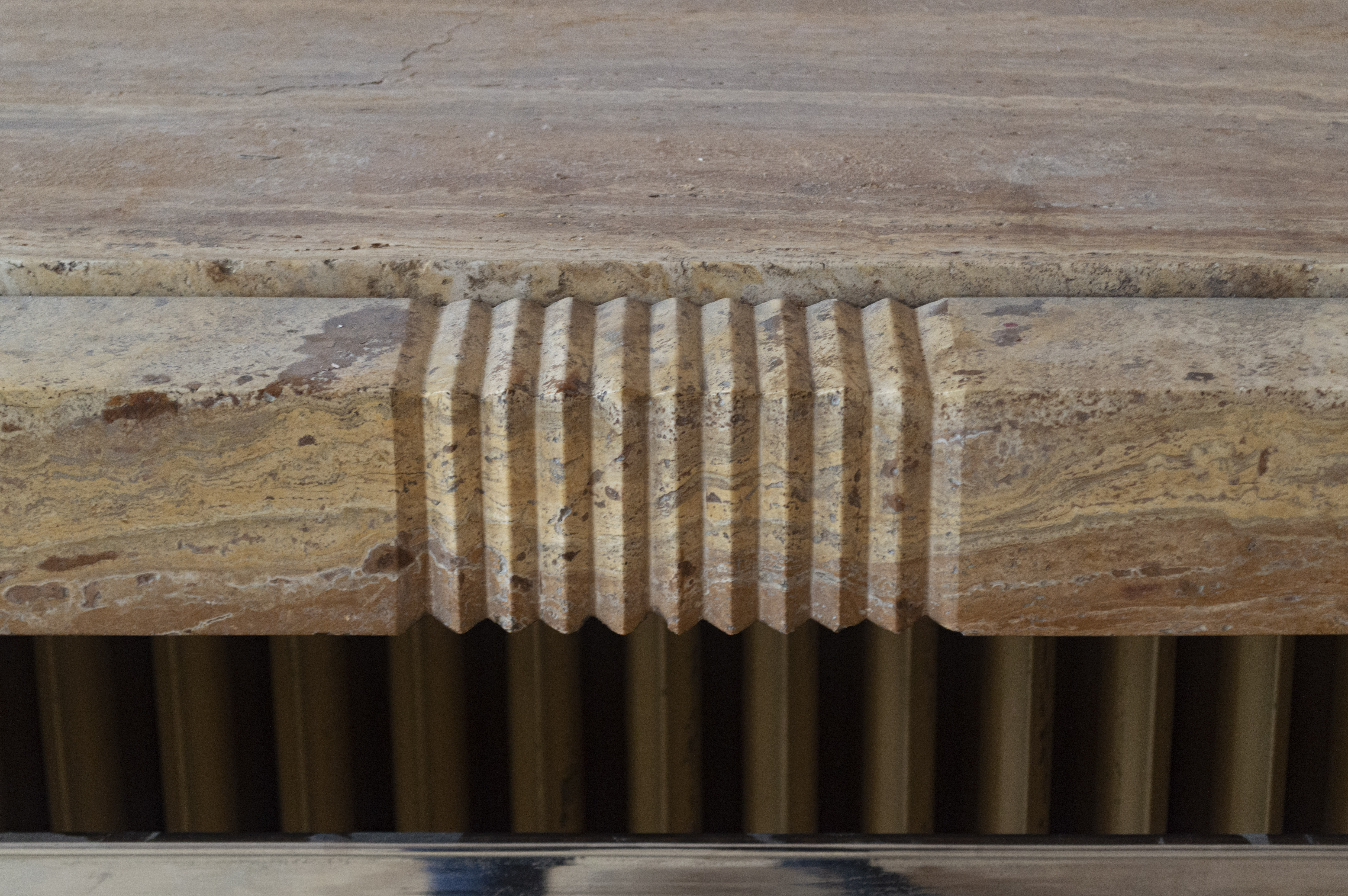
Detail topení
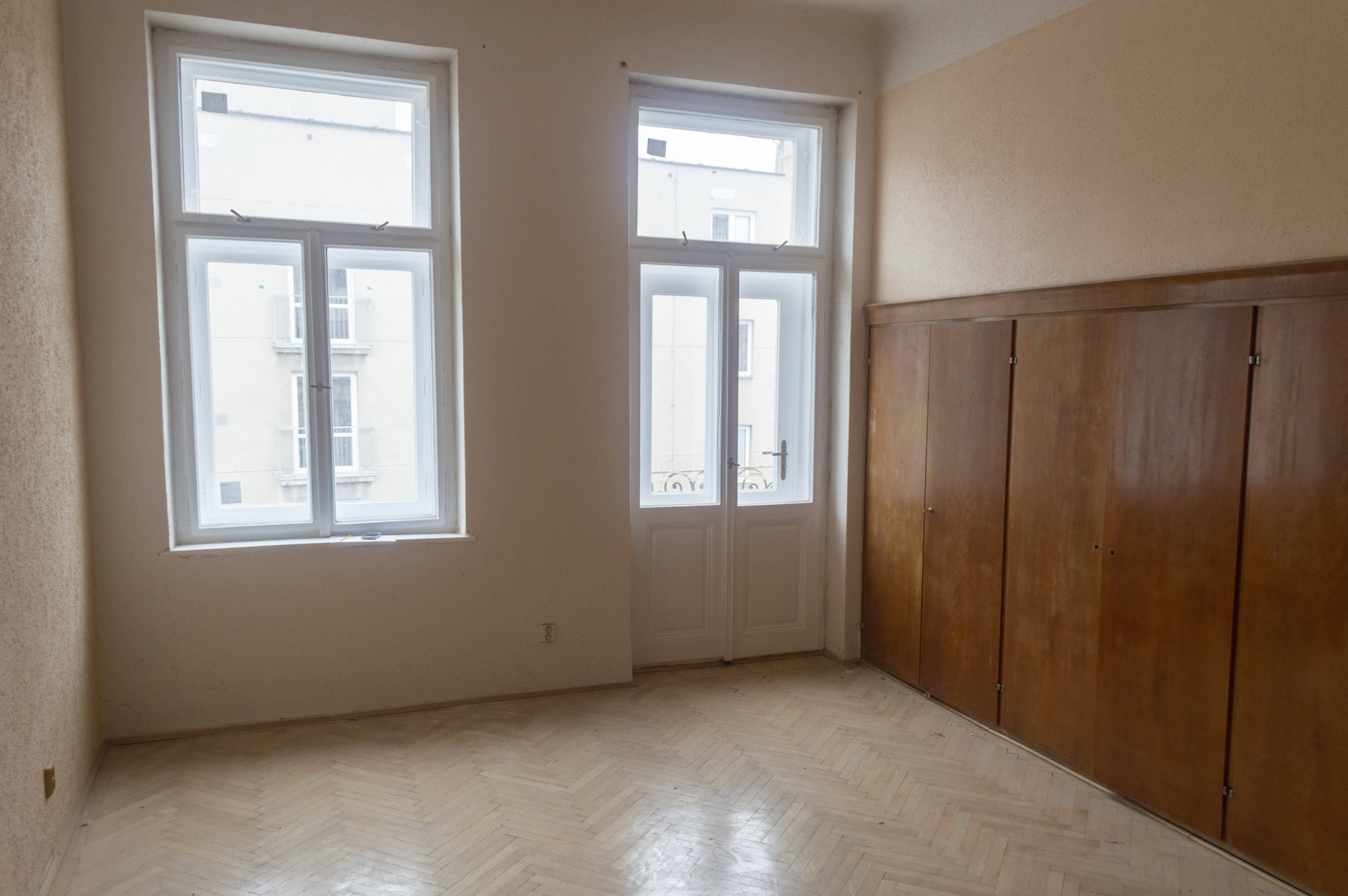
Šatní místnost
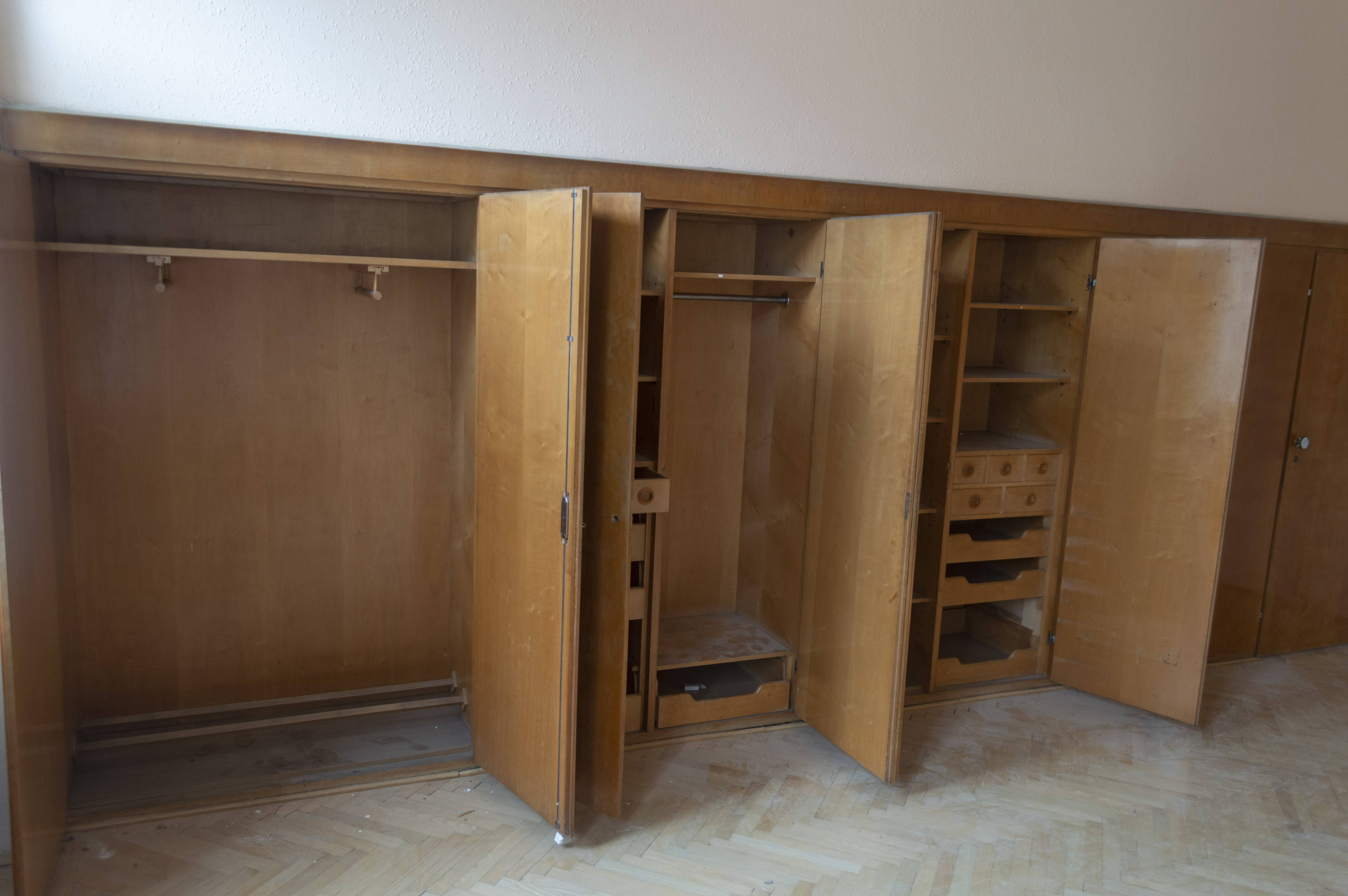
Otevřené šatní skříně
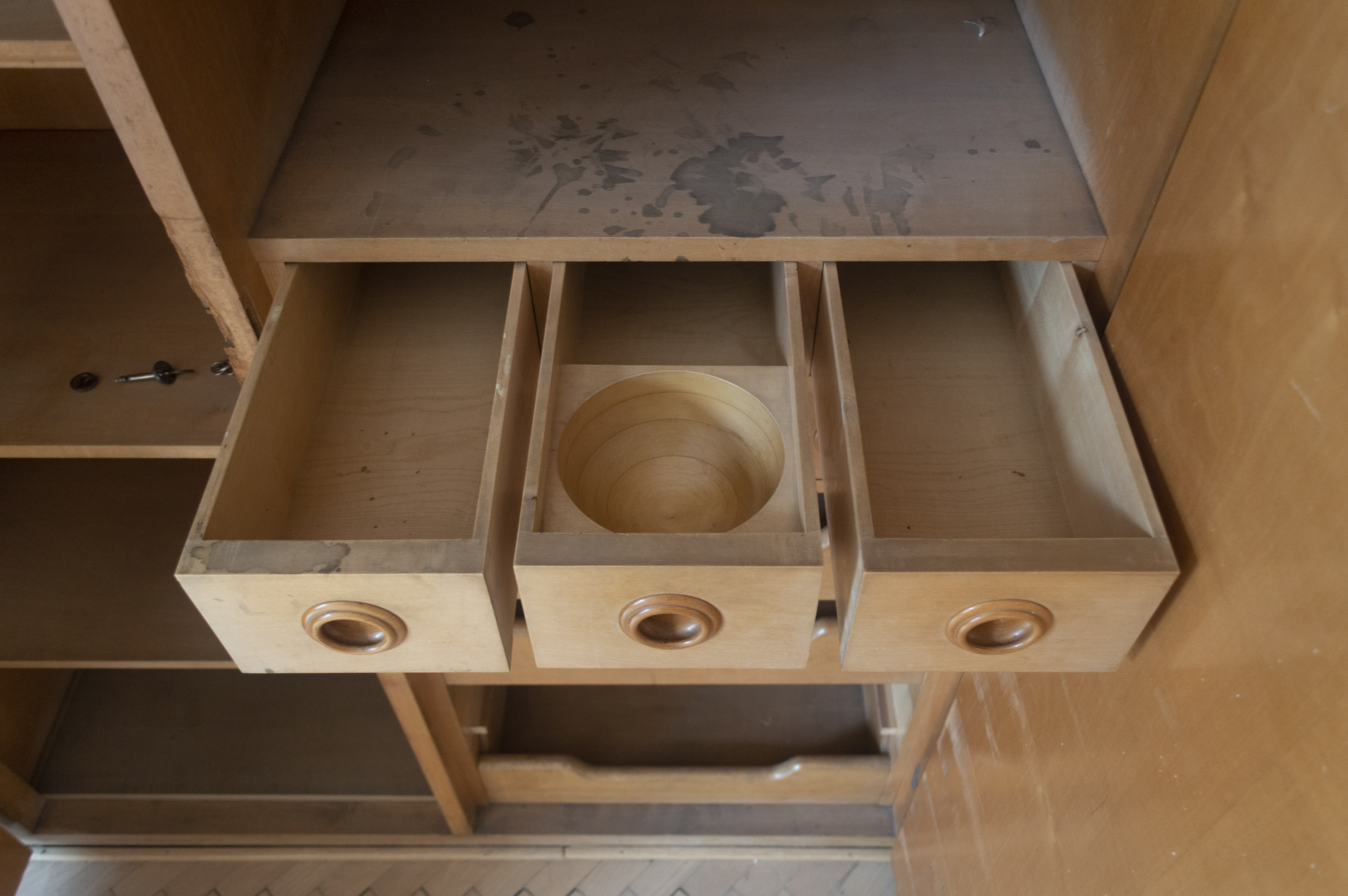
Zásuvka s miskou